# Саксонський палац
Саксо́нський пала́ц (пол. Pałac Saski) — знищений палац в стилі класицизму, який був побудований у Варшаві між Саксонським садом і площею Юзефа Пілсудського.
Палац був зруйнований німецькими військами після поразки Варшавського повстання 1944 року і до теперішнього часу не відновлено. Від нього залишилися тільки три аркади, під якими розташована Могила Невідомого Солдата.

## Історія
Після 1661 року великий підскарбій коронний Ян Анджей Морштин побудував палац у стилі бароко з чотирма вежами по кутах. У 1713 році палац був придбаний королем Августом Сильним, який почав перебудову будівлі. Роботи під керівництвом архітекторів Карла Фрідріха Пеппельманна (нім. Karl Friedrich Pöppelmann) і Данила Рауха (нім. Daniel Rauch) тривали до 1748 року, але вже в 1724 році палац став королівською резиденцією.
Із західного боку палацу король Август II Фрідріх заснував на початку XVIII століття Саксонський сад (пол. Ogród Saski) — регулярний парк, в який з травня 1727 року було відкрито доступ усім жителям Варшави. Після смерті короля Августа III в 1763 році палац втратив статус резиденції і поступово занепадав. Зі східного боку палацу в 1791 році була створена Саксонська площа, нинішня площа Маршала Юзефа Пілсудського.
У 1837 році архітектор Адам Ідзковський на замовлення варшавського комерсанта Івана Скварцова розробив проєкт перебудови палацу. Замість зруйнованої середньої частини будівлі архітектор побудував в 1839-1842 роках колонаду на одинадцяти аркадах. Фасади палацу були перебудовані в стилі класицизму. У 1862-1915 роках у палаці розміщувалося командування III-го Варшавського військового округу.
У 1923 році перед колонадою був встановлений пам'ятник князю Юзефу Понятовскому роботи данського скульптора Бертеля Торвальдсена, привезений польськими військами з гомельського палацу Паскевича. У 1925 році під аркадами колонади була влаштована могила Невідомого Солдата. До 1939 року в палаці знаходився генеральний штаб Війська Польського.

### Знищення
Після Другої світової війни руїни палацу були знесені, фундаменти були засипані землею і засіяні травою. Могила Невідомого Солдата була відновлена.

### Проєкт відновлення
У 2006 році розпочато дослідження на предмет можливості відновлення палацу. Були розкопані фундаменти, оголошений конкурс на проєкт відтворення споруди.

## Галерея

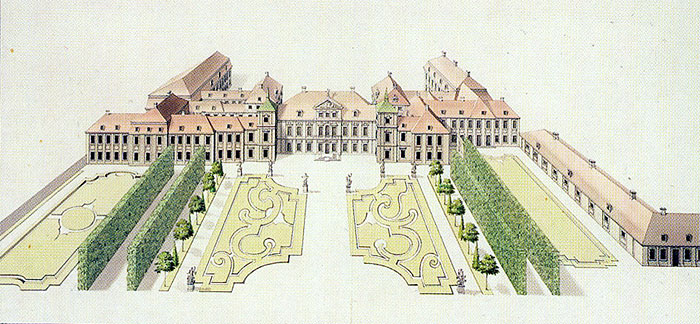
Саксонський палац в XVII столітті
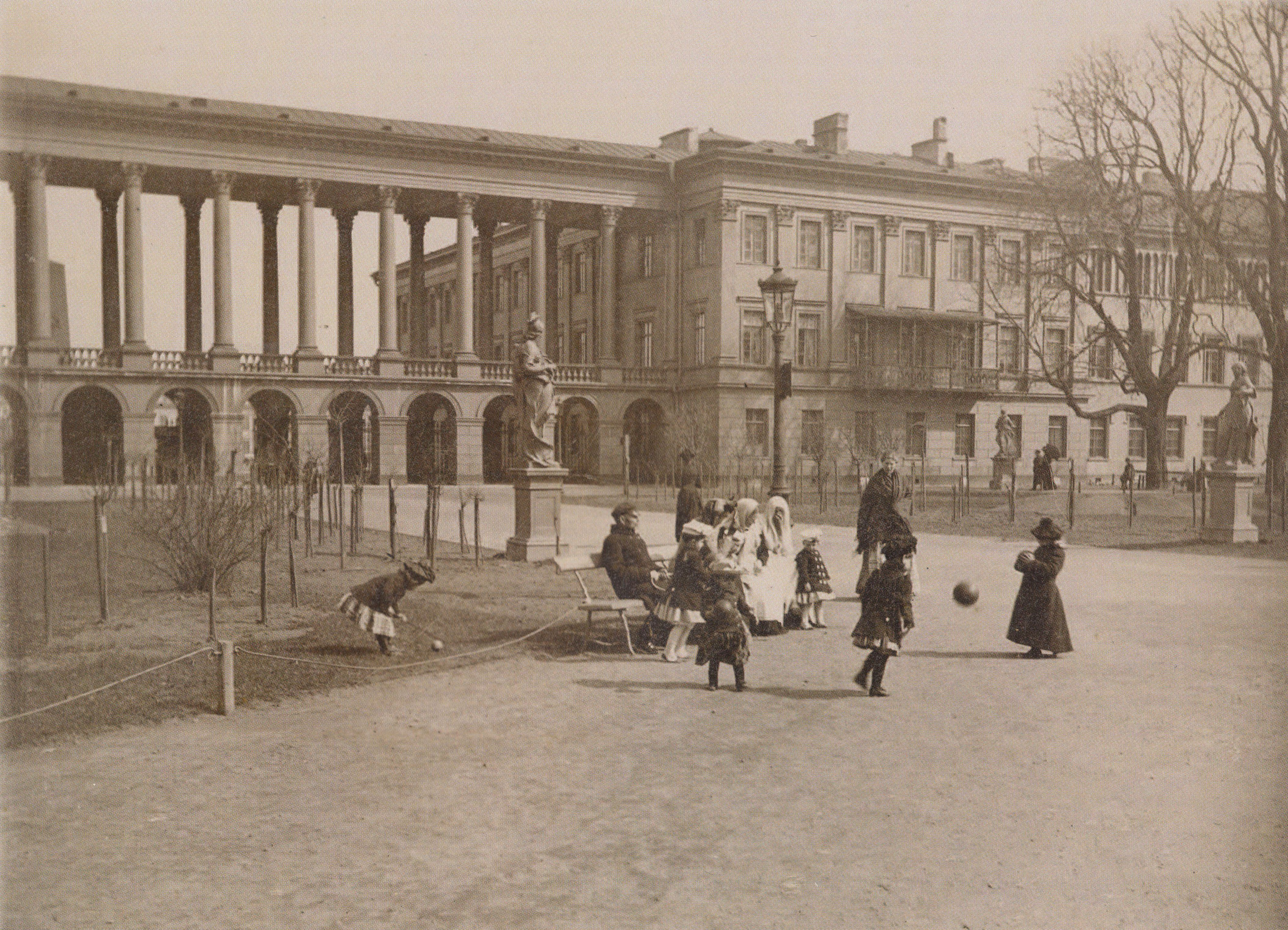
Палац з саду, близько 1895 року
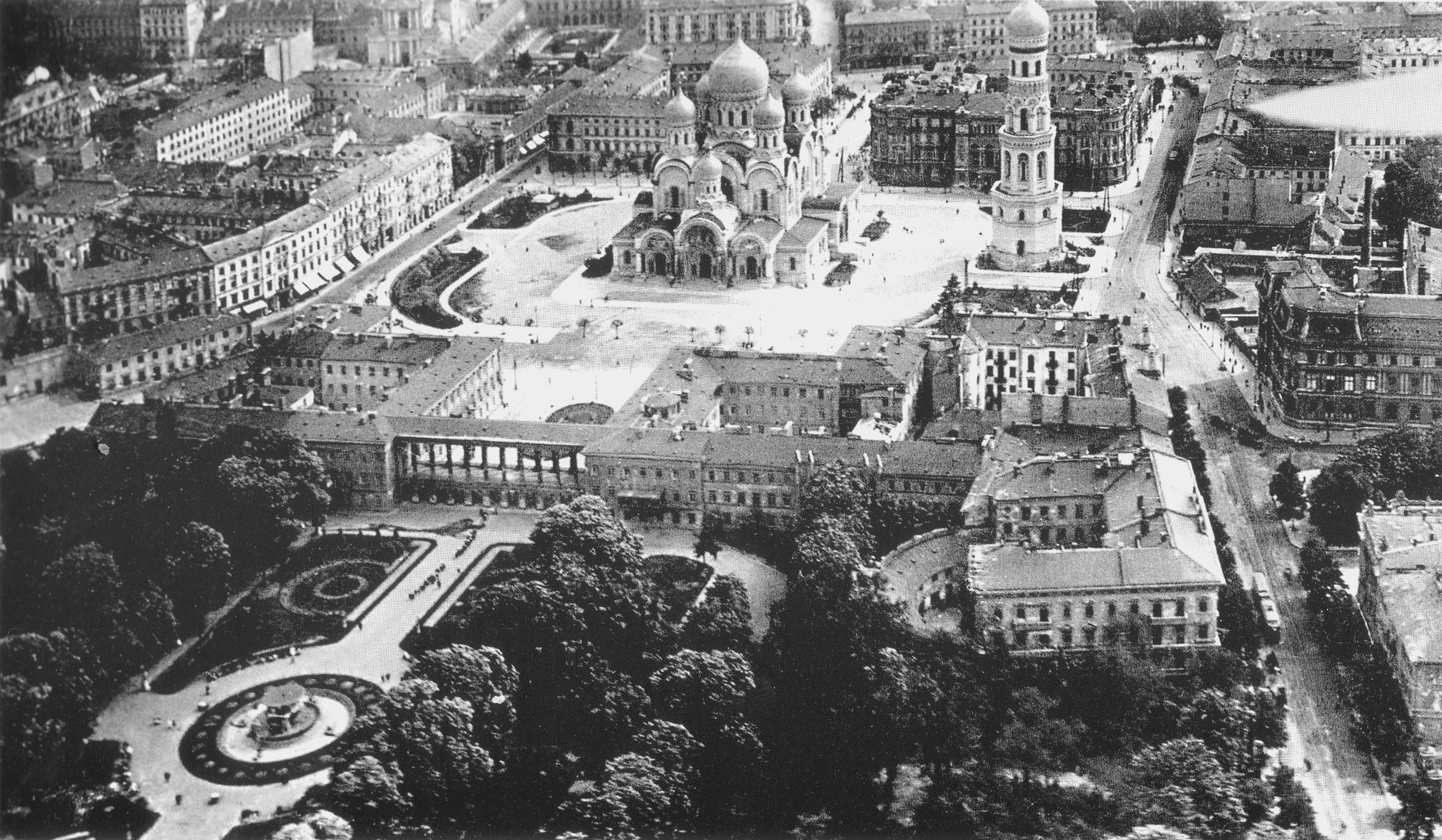
Палац (середній) та Олександро-Невський собор (вершина) до 1924 року, коли розпочали знесення собору
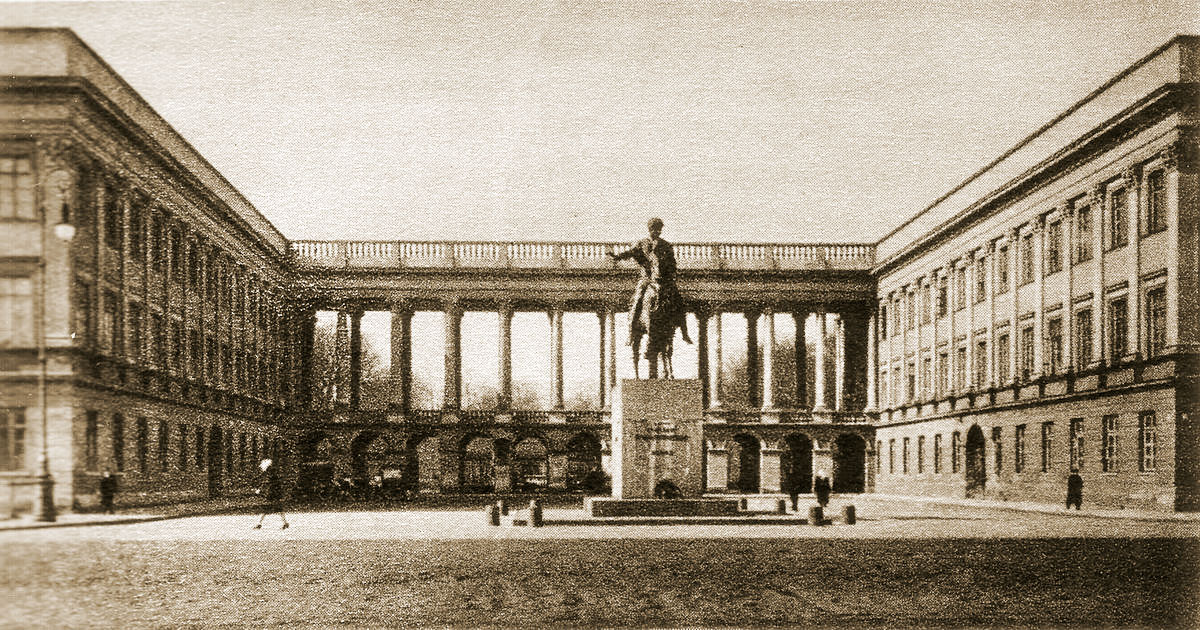
Саксонський палац близько 1930 року
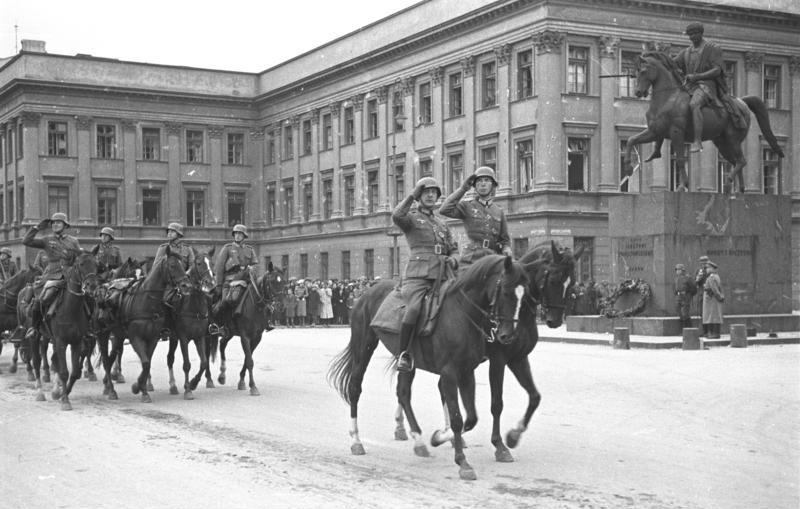
Німецька кінна артилерія перед палацом восени 1939 року
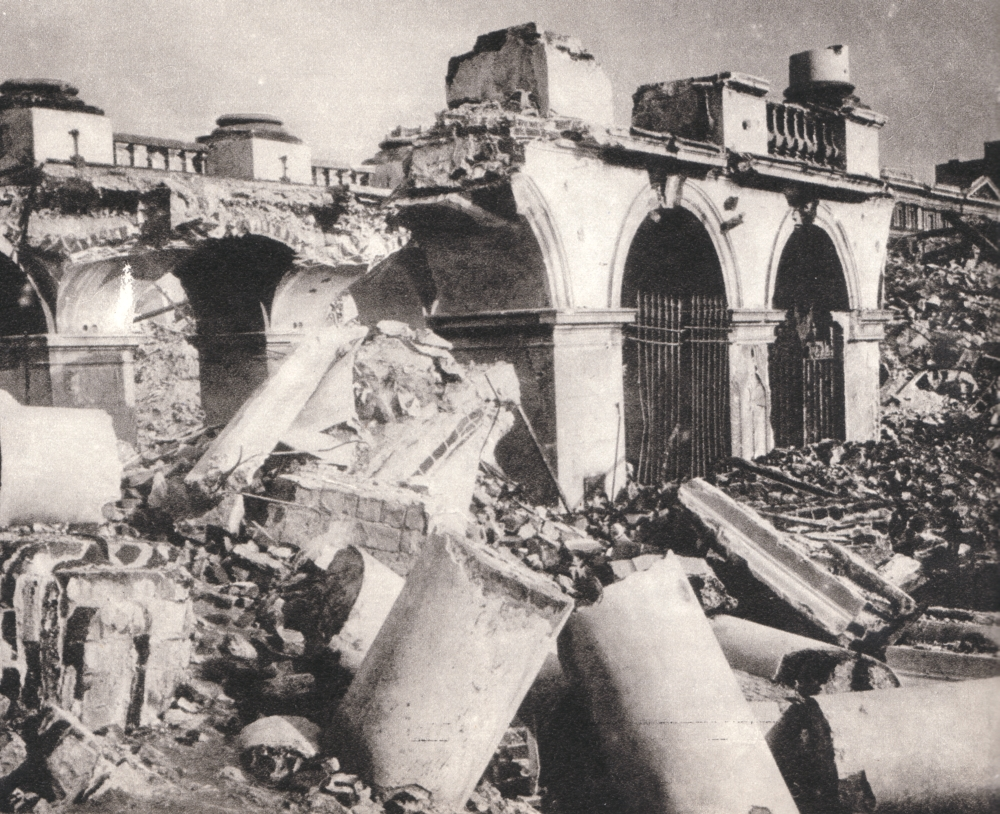
Залишки Палацу, 1945
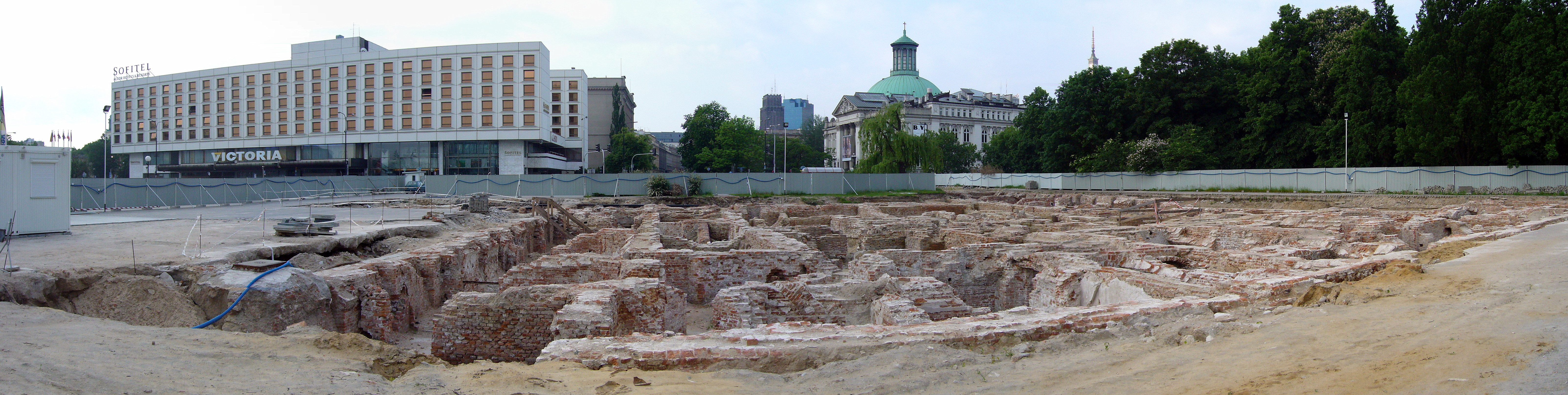
Розкоплені фундаменти Палацу
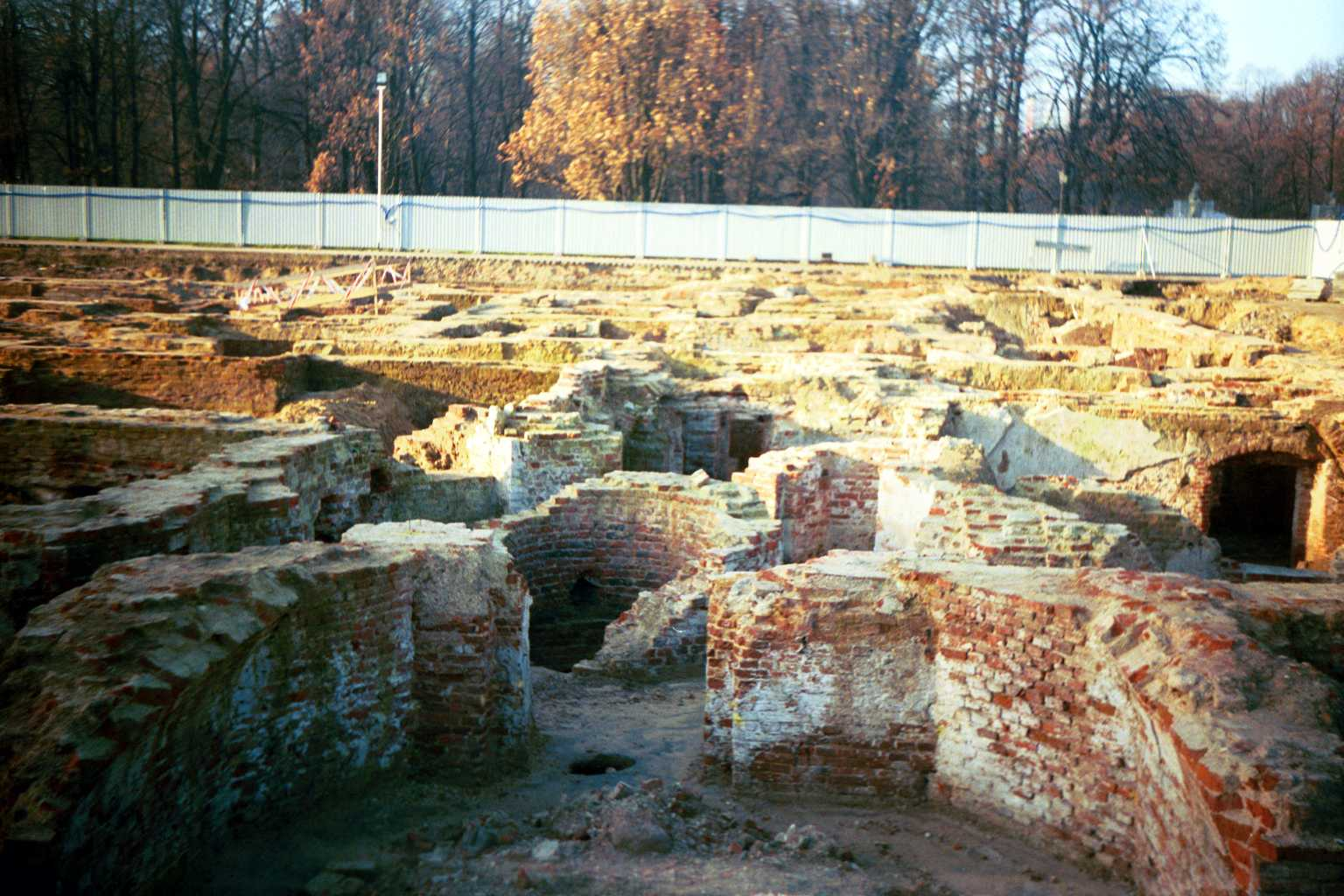
Розкоплені фундаменти Палацу